# Мефісто
«Мефісто» (англ. Mephisto; в радянському прокаті під назвою «Мефістофель») — драматичний кінофільм 1981 року, поставлений режисером Іштваном Сабо за романом «Мефісто: історія однієї кар'єри» (1936) Клауса Манна з Клаусом Марією Брандауером у головній ролі. Фільм є першим з так званої «німецької трилогії» Іштвана Сабо (наступні стрічки — «Полковник Редль», 1985, та «Гануссен», 1988). На 54-й церемонії вручення премії «Оскар» Американської кіноакадемії фільм здобув нагороду як Найкращий фільм іноземною мовою .

## Сюжет
У основі сюжету лежить історія духовної деградації друга молодості Клауса Манна — знаменитого актора Густафа Грюндгенса. Невгамовне честолюбство спонукало його на співпрацю з владою, що зробила його директором Державного театру в Берліні.
Гендрик Гефген (Клаус Марія Брандауер) мріє про славу, але наразі вимушений задовольнятися скромним місцем у трупі одного з театрів Гамбурга. Перед його талантом починають схилятися, новаторські ідеї викликають зацікавлення — і поступово Гендрик стає місцевою знаменитістю, а шлюб з Барбарою Брюкнер (Кристина Янда), донькою таємного радника (Здзіслав Мрожевський), відкриває принадні перспективи. Але невгамовне честолюбство не дозволяє Гефгену зупинитися на досягнутому — і він їде до Берліна, де тим часом до влади в Німеччині приходить НСДАП. За жаданий успіх Гефген продає свою душу, але не Дияволові, а нацистам. Тільки пізніше, повністю потрапивши під п'яту Третього Рейху, він зрозумів свою помилку.

## У ролях
| • Клаус Марія Брандауер | … | Гендрик Гефген               |
| • Кристина Янда         | … | Барбара Брукнер              |
| • Ільдіко Баншагі       | … | Ніколетта Ван Нойбур         |
| • Рольф Гоппе           | … | прем'єр-міністр              |
| • Дьєрдь Черхальмі      | … | Ганс Міклос                  |
| • Петер Андораї         | … | Отто Ульріхс                 |
| • Карін Бойд            | … | Джульєтт Мартенс             |
| • Крістіна Гарборт      | … | Лотта Лінденталь             |
| • Тамаш Майор           | … | Оскар Кроге, директор театру |
| • Ільдіко Кішонті       | … | Дора Мартін                  |
| • Здзіслав Мрожевський  | … | Брукнер                      |
| • Тері Тордаї           | … | Лаура                        |
| • Девід Робінсон        | … | критик Девідсон              |

## Знімальна група
- Автор сценарію — Петер Добаї, Іштван Сабо
- Режисер-постановник — Іштван Сабо
- Продюсер — Манфред Дурніок
- Оператор — Лайош Колтаї
- Композитор — Зденко Тамашші
- Монтаж — Жужа Чакань
- Художник по костюмах — Агнеш Дьярматі
- Артдиректор — Йожеф Ромварі
- Художник-декоратор — Янош П. Надь

## Нагороди та номінації
| Список нагород та номінацій              | Список нагород та номінацій | Список нагород та номінацій                  | Список нагород та номінацій | Список нагород та номінацій | Список нагород та номінацій |
| Кінопремія                               | Дата церемонії              | Категорія                                    | Номінант(и)                 | Результат                   | Дж                          |
| ---------------------------------------- | --------------------------- | -------------------------------------------- | --------------------------- | --------------------------- | --------------------------- |
| 34-й Каннський міжнародний кінофестиваль | 1981                        | Золота пальмова гілка                        | Мефісто                     | Номінація                   |                             |
| 34-й Каннський міжнародний кінофестиваль | 1981                        | Найкращий сценарій                           | Іштван Сабо                 | Перемога                    |                             |
| 34-й Каннський міжнародний кінофестиваль | 1981                        | Приз ФІПРЕССІ                                | Мефісто                     | Перемога                    |                             |
| Премія «Оскар»                           | 1982                        | Найкращий фільм іноземною мовою              | Мефісто                     | Перемога                    |                             |
| Премія BAFTA                             | 1982                        | Найкращий актор-новачок у головній ролі      | Клаус Марія Брандауер       | Номінація                   |                             |
| Премія «Давид ді Донателло»              | 1982                        | Найкращий іноземний фільм                    | Мефісто                     | Перемога                    |                             |
| Премія «Давид ді Донателло»              | 1982                        | Найкращий іноземний актор                    | Клаус Марія Брандауер       | Перемога                    |                             |
| Премія «Срібна стрічка»                  | 1982                        | Найкращий іноземний режисер                  | Іштван Сабо                 | Перемога                    |                             |
| Премія «Юссі»                            | 1982                        | Найкращий іноземний кінематографіст          | Клаус Марія Брандауер       | Перемога                    |                             |
| Національна рада кінокритиків США        | 1982                        | Найкращий фільм іноземною мовою              | Мефісто                     | Перемога                    |                             |
| Національна рада кінокритиків США        | 1982                        | ТОП іноземних фільмів                        | Мефісто                     | Перемога                    |                             |
| Премія «Бамбі»                           | 1983                        | Найкращий актор                              | Клаус Марія Брандауер       | Перемога                    |                             |
| Гільдія німецького артхаусного кіно      | 1983                        | Срібна нагорода за найкращий іноземний фільм | Мефісто                     | Перемога                    |                             |
| Лондонське коло кінокритиків             | 1983                        | Фільми іноземною мовою року                  | Мефісто                     | Перемога                    |                             |